# ديفيد بيكر (لاعب كريكت)
ديفيد بيكر (2 فبراير 1945 في المملكة المتحدة - ) (بالإنجليزية: David Baker)‏ هو لاعب كريكت بريطاني. لعب مع Cambridgeshire County Cricket Club ‏.

## وصلات خارجية
- ديفيد بيكر على موقع إي آس بي آن كريك إنفو (الإنجليزية)